# Östlicher Vogelherd im Veldensteiner Forst
Östlicher Vogelherd im Veldensteiner Forst este o arie protejată (arie specială de conservare — SAC, sit de importanță comunitară — SCI) din Germania întinsă pe o suprafață de 251,69 ha, integral pe uscat.

## Localizare
Centrul sitului Östlicher Vogelherd im Veldensteiner Forst este situat la coordonatele 49°39′02″N 11°33′01″E / 49.6506°N 11.5503°E.

## Înființare
Situl Östlicher Vogelherd im Veldensteiner Forst a fost declarat sit de importanță comunitară în martie 2001 pentru a proteja 1 specie de plante. Situl a fost protejat și ca arie specială de conservare în aprilie 2016.

## Biodiversitate
Situată în ecoregiunea continentală, aria protejată conține 2 habitate naturale: Păduri de fag Asperulo-Fagetum, Păduri central-europene de pin scoțian cu licheni.
La baza desemnării sitului se află o specie protejată de  plante: Buxbaumia viridis.